# Художественный музей Зиглер (Дженнингс)
Художественный музей Зиглер (англ. Zigler Art Museum, Jennings) — художественная галерея в американском городе Дженнингс (штат Луизиана), основанная в 1970 году; ядром музейного фонда стала коллекция из 20 картин и 9 диорам, собранная Рут Зиглер — сегодня музей представляет основные направления в искусстве с XIX века до наших дней; проводит временные выставки произведений современного искусства.